# Ото фон Хадмерслебен-Егелн
Ото фон Хадмерслебен-Егелн (на немски: Otto von Hadmersleben-Egeln; † сл. 1390/1398) е рицар от род Хадмерслебен, господар на Егелн в Саксония-Анхалт.

## Произход
Той е син на Ото фон Хадмерслебен-Люнебург († ок. 1364) и съпругата му графиня Луитгард фон Регенщайн († сл. 1328), дъщеря на граф Улрих III фон Регенщайн-Хаймбург († 1322/1323) и принцеса София фон Анхалт-Ашерслебен († сл. 1308), дъщеря на княз Ото I фон Анхалт († 1304/1305) и принцеса Хедвиг (Йоана Ядвига) фон Силезия-Бреслау († 1300). Внук е на Вернер I фон Хадмерслебен († 1292) и първата му съпруга херцогиня Агнес фон Брауншвайг-Люнебург († 1314), дъщеря на херцог Йохан I фон Брауншвайг-Люнебург († 1277) и Луитгард фон Холщайн († сл. 1289). Правнук е на Ото фон Хадмерслебен 'Стари', господар на Хадмерслебен-Егелн († сл. 1259) и Юта фон Бланкенбург († 1265). Единственият му брат е Улрих фон Хадмерслебен († сл. 1358).
Благородниците от Хадмерслебен завладяват замък Егелн през 1250 г., окрепяват селището със силна стена и му дават права на град. Прадядо му Ото фон Хадмерслебен по молба на съпругата му, Юта фон Бланкенбург, основава там на 14 март 1259 г. женския цистерциански „манастир Мариенщул“, който съществува до 1809 г.

## Фамилия
Ото фон Хадмерслебен-Егелн се жени за графиня София фон Вернигероде (* пр. 1354; † сл. 1373), дъщеря на граф Конрад IV (V) фон Вернигероде († 1373) и Елизабет (Лутруд)? фон Хонщайн († сл. 1347). Те имат три деца:
- Конрад (Курт) фон Хадмерслебен († 29/30 септември или 29 ноември 1416), господар на Егелн, женен пр. 1416 г. за Елизабет фон Кверфурт (* ок. 1380; † 1452), която се омъжва 1419 г. за княз Албрехт IV фон Анхалт-Кьотен († 1423), дъщеря на граф Гебхард IV (XIV) фон Кверфурт († 1383) и третата му съпруга графиня Мехтилд (Юта) фон Шварцбург-Бланкенбург († 1370/1372), родители на София фон Хадмерслебен († 1416), омъжена за княз Валдемар фон Анхалт-Кьотен († 1456) и за княз Албрехт V фон Анхалт-Цербст († ок. 1469)
- Ото фон Хадмерслебен († сл. 1402), господар на Егелн
- Лукард фон Хадмерслебен († сл. 6 август 1419), омъжена за Лудолф фон Верберг 'Млади', господар на Варберг († 1427)